# Trailer Park Boys

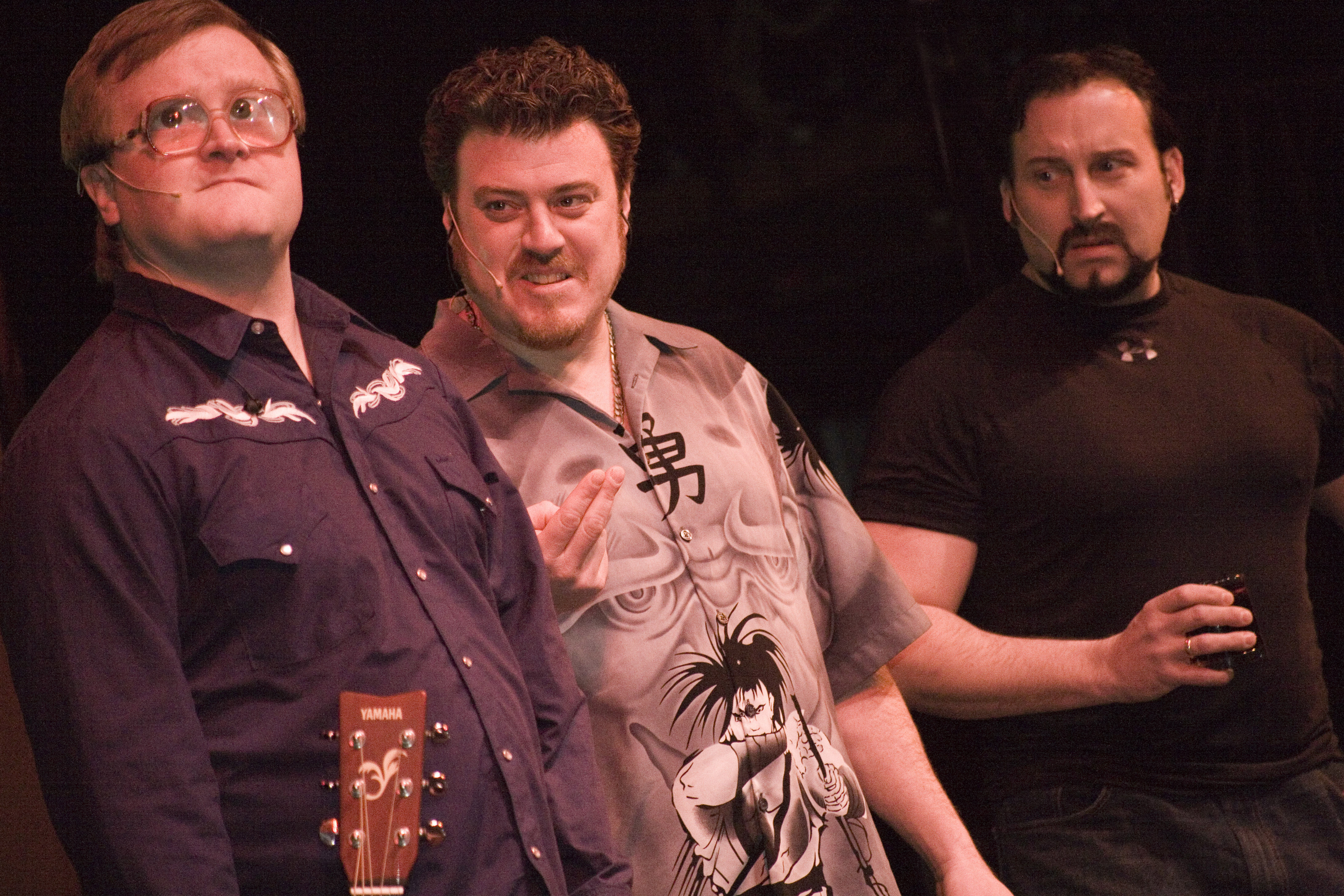
Elenco principal de Trailer park Boys, respectivamente: Mike Smith, Robb Wells e Jonh Paul Tremblay.

Trailer Park Boys é uma série de televisão canadense de comédia e documentário fictício criado e realizado por Mike Clattenburg que é focado nas desaventuras de um grupo de moradores de um estacionamento para trailers (chamados "trailer parks"), alguns dos quais são ex-presidiários, morando no fictício trailer park Sunnyvale em Dartmouth, Nova Escócia, Canadá. A serie é uma continuação do filme de 1999 também usando o mesmo nome e dirigido por Clattenburg. A última temporada acabou em 2007 e foram lançados dois filmes desde 2006. Em 2013 a série foi renovada em duas temporadas. A oitava temporada teve seu lançamento em setembro de 2014, pela Netflix. A série tem pouca notoriedade no Brasil e em África, sendo principalmente conhecido no Canadá, Estados Unidos e alguns países da Europa, incluido Portugal.

## Elenco
- Robb Wells  "Ricky"
- John Paul Tremblay  "Julian"
- Mike Smith  "Bubbles"
- John Dunswoth  "James 'Jim' Lahey"
- Patrick Roach  "Randy"
- Lucy Decoutere  "Lucy"
- Sarah E. Dunswoth  "Sarah"
- Tyrone Parsons  "Tyrone, a.k.a 'T"
- Jonathan Torrens  "Jamie , a.k.a 'J-Roc"
- Cory Bowles  "Cory"
- Michael Jackson  "Trevor"
- Jeanna Harrison-Steinhart  "Trinity"
- Shelley Thompson  "Barbara Lahey"
- Garry James  "Detroit Velvet Smooth"
- Elliot Page  "Treena Lahey"
- Barrie Dunn  "Ray"